# Восточнотиморско-словенские отношения
Восточнотиморско-словенские отношения — двусторонние дипломатические отношения между Восточным Тимором и Словенией. Государства являются членами Организации Объединённых Наций.

## История
Восточный Тимор и Словения установили дипломатические отношения 3 апреля 2003 года. Словения присоединилась к персоналу Миссии Организации Объединенных Наций по поддержке в Восточном Тиморе.

## Дипломатия
Два государства не имеют дипломатических представительств друг у друга. У Восточного Тимора есть посольство в Брюсселе в Бельгии, а у Словении есть посольство в Канберре в Австралии.

## Торговля
На 2018 год Статистическое управление Восточного Тимора не сообщает о торговых отношениях между Восточным Тимором и Словенией.

## Требования к въезду
Для восточнотиморцев в Словении, как страны Шенгенской зоны, действует безвизовый режим.